# Qatar Radio
Qatar Radio (arab. ‏إذاعة قطر‎) – katarska stacja radiowa.
Qatar Radio jest obecnie członkiem stowarzyszeniowym Europejskiej Unii Nadawców (EBU). 12 maja 2009 roku stacja wyraziła, że jest zainteresowana pełnoprawnym członkostwem w EBU, co pozwoliłoby na udział Kataru w Konkursie Piosenki Eurowizji.
Stacja po raz pierwszy zaangażowała się w konkurs w 2009, na który nadawca wysłał dziennikarzy i nadawał cotygodniowy program radiowy o nazwie 12pointsqatar, poświęcony Eurowizji.
Stacja zapowiedziała, że reprezentując Katar będzie rywalizować ze wszystkimi konkurentami, w tym z Izraelem.